# Stanilewicze
Stanilewicze (także Stanielewicze, biał. Станілевічы; ros. Станилевичи) – wieś na Białorusi, w obwodzie witebskim, w rejonie postawskim, w sielsowiecie Wołki.
Nazwa dawniej używana – Stanilewicze.

## Historia
W czasach zaborów ówczesny zaścianek leżał w gminie Norzyca, w powiecie wilejskim w guberni wileńskiej Imperium Rosyjskiego.
W dwudziestoleciu międzywojennym wieś a następnie kolonia leżała w Polsce, w województwie wileńskim, w powiecie duniłowickim (od 1926 postawskim), w gminie Norzyca.
Według Powszechnego Spisu Ludności z 1921 roku zamieszkiwały tu 174 osoby, 44 było wyznania rzymskokatolickiego, 124 prawosławnego a 6 mahometańskiego. Jednocześnie 46 mieszkańców zadeklarowało polską a 128 białoruską przynależność narodową. Było tu 40 budynków mieszkalnych. W 1931 w 41 domach zamieszkiwało 186 osób.
Wierni należeli do parafii rzymskokatolickiej w Dzierkowszczyźnie i prawosławnej w Norzycy. Miejscowość podlegała pod Sąd Grodzki w Duniłowiczach i Okręgowy w Wilnie; właściwy urząd pocztowy mieścił się w Łasicy.
Po agresji ZSRR na Polskę w 1939 roku wieś znalazła się w granicach BSRR. W latach 1941–1944 była pod okupacją niemiecką. Następnie leżała w BSRR. Od 1991 roku w Republice Białorusi.